# Alter Leuchtturm Pagensand-Süd
Der Alte Leuchtturm Pagensand-Süd ist ein kleiner Leuchtturm, der von 1934 bis 2015 auf der Südspitze von Pagensand stand. Seit 21. November 2015 ist er als technisches Denkmal im Hamburger Museumshafen Oevelgönne aufgestellt.

## Geschichte
Der Leuchtturm wurde 1934 auf einer sechseckigen und mit Basalt verblendeten Betonpyramide errichtet. Der Turm bestand aus einem 4,5 m hohen Druckgasbehälter und der Laterne. Das unbemannte Leuchtfeuer ging im November 1934 in den Probebetrieb und wurde im Januar 1935 endgültig in Betrieb genommen. Mit Beginn des Zweiten Weltkriegs wurden im September 1939 viele Leuchtfeuer dauernd gelöscht, darunter auch die drei Leuchtfeuer auf Pagensand.
Pagensand-Süd ging 1950 wieder in Betrieb. Aus dem anfangs schwarzen Turm mit roten Streifen wurde 1954 ein roter Turm mit schwarzen Ringen und später ein durchgehend roter Turm.
Als der Ersatz des alten Turms durch ein modernes Leuchtfeuer bekannt wurde, hat sich der Museumsverein erfolgreich um dessen Erhalt bemüht. Am 13. April 2015 hob der museumseigene Schwimmkran Karl Friedrich Steen den Leuchtturm von seinem Sockel und das Wasserstraßen- und Schifffahrtsamt Hamburg errichtete unmittelbar darauf den neuen Leuchtfeuerträger.
Der alte Turm wurde anschließend auf dem Werftgelände von Blohm + Voss umfassend saniert und traf am 10. Oktober 2015 im Museumshafen ein. Am 21. November 2015 wurde er dann auf seinem endgültigen Sockel abgestellt.